# Swimming Reindeer

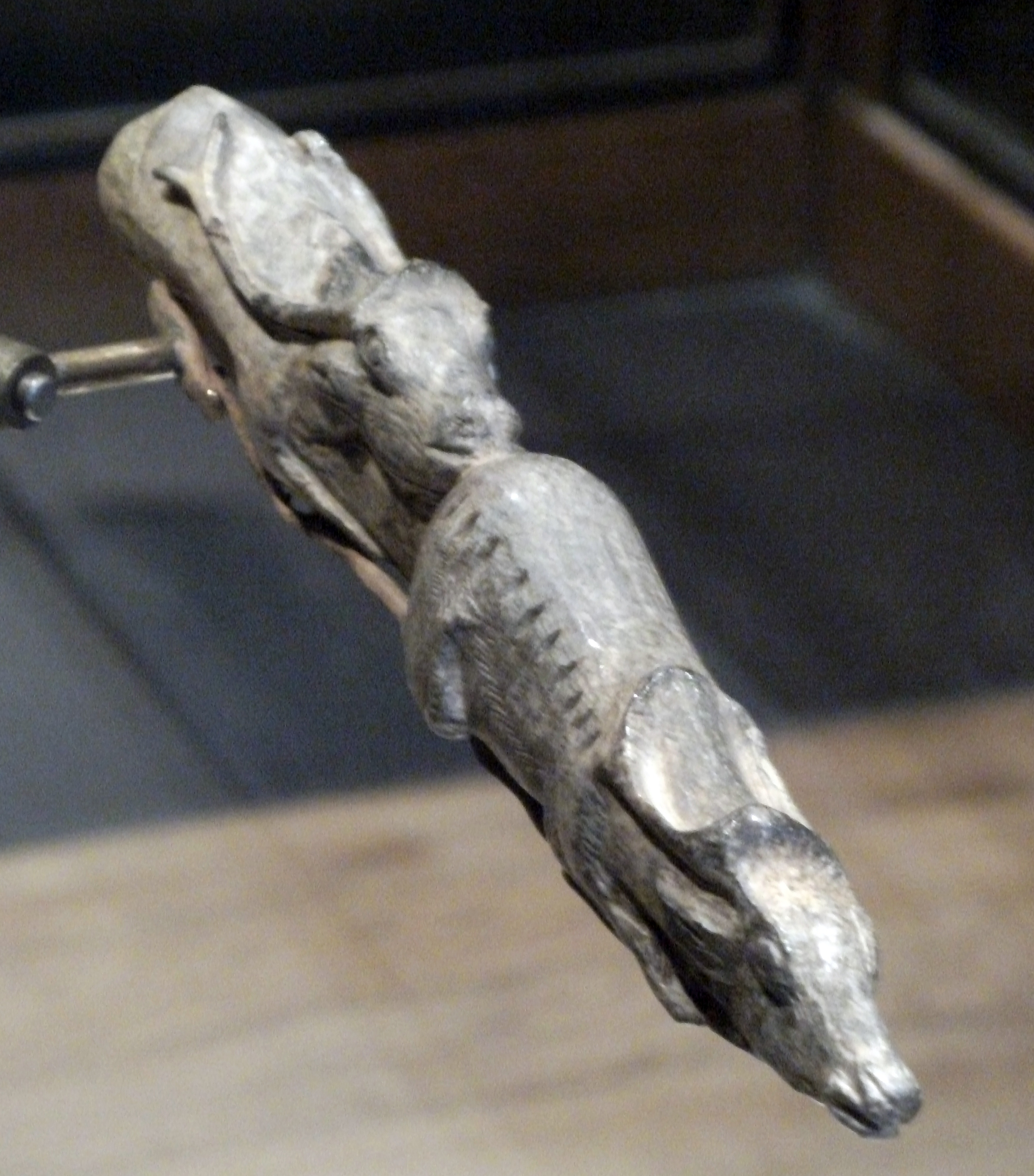
Escultura de duas renas nadando.

Swimming Reindeer (em português: renas a nado) é a escultura de 207 mm de comprimento, realizada a partir da ponta de uma presa de mamute com 13 000 anos de idade (do Magdaleniano) e representa duas renas nadando.
A escultura, que está preservada no Museu Britânico em Londres, foi encontrada na França em 1866, e estava conservada como duas peças independentes até que Abbé Henri Breuil percebeu que estas formavam uma só escultura.

## Achado
As peças foram descobertas por Peccadeau de l’Isle, em 1866, enquanto procurava indícios da presença do homem primitivo nas margens do rio Aveyron. De l'Isle era um engenheiro que trabalhava na construção de ferrovias na zona e tinha encontrado vários objetos que remontam ao último período glacial perto de Montastruc.
Depois de publicar os seus dados, as peças foron expostas na Exposição Universal de Paris de 1867. Considerando o facto de se tratarem de obras feitas a partir de restos de um animal já extinto, este achado serviu, juntamente com o propulsor de lanças encontrado na zona, também produzido a partir da haste de uma rena e que representa um mamute, como prova de que o homem havia vivido durante o último período glacial, para além de coexistir no mesmo período com os mamutes.
As duas peças foram finalmente adquiridas pelo Muséu Britânico em 1887. Contudo, apenas em 1904, quando Abbé Breuil visitou o museu, é que se deram conta de que na verdade se tratava de uma escultura formada por uma só peça.

## Aspecto
A escultura consiste numa fêmea rena seguida por um macho. Embora ambos possuam hastes, o macho está claramente evidenciado pelo seu tamanho e genitais, enquanto na fêmea nota-se claramente a diferença nas suas tetas. A representação das renas a nado corresponde à sua migração a cada outono. O significado é importante, já que nesta época sería mais fácil a caça destes mamíferos e tanto a sua carne como a sua pele e hastes estariam em óptimas condições.